# Anticorpo antinucleossomo
O anticorpo antinucleossomo (AN) é um autoanticorpo contra o nucleossoma, a unidade fundamental da cromatina. Durante o processo de apoptose, a cromatina sofre uma clivagem devido a ação de endonucleases, expondo os nucleossomas, que se comportam então como antígenos, sendo capazes de induzir a formação de anticorpos.
Durante muito tempo, fenômeno das células LE, causado por IgG anticromatina que se liga ao núcleo de neutrófilos lesados, teve grande aplicabilidade clínica e alta especificidade para o diagnóstico de Lúpus eritematoso sistêmico, fazendo parte dos critérios para classificação do LES até o ano de 1997. Contudo, foi ao poucos abandonado em função de sua sensibilidade limitada e de sua difícil medição laboratorial. Hoje, o mesmo sistema de auto-anticorpos responsável pela formação da célula LE (anticorpos contra o complexo desoxirribonucleoproteína-histona ou cromatina) volta a despertar grande interesse, agora pesquisado por metodologia de ELISA com anticorpos antinucleossomo, que traz grande sensibilidade, margem de erro desprezível e possibilidade de automatização e padronização interlaboratorial. Os diversos estudos da literatura evidenciam que a detecção de anticorpos antinucleossomo por ELISA confere uma sensibilidade de 60–70% e uma especificidade de 86–100% para o diagnóstico de LES.